# Artemia parthenogenetica
Artemia parthenogenetica là tên của một loài giáp xác sống trong môi trường nước mặt thuộc lớp Branchiopoda, khác xa với tôm. Cái tên Artemia parthenogenetica thường được sử dụng trong các tài liệu liên quan đến loài này mặc dù các nhà phân loại cho rằng nó sử dụng sai trong một số trường hợp.
Chúng phân bố ở châu Âu, châu Phi, Châu Á và khu vực từ đảo Canary đến phía đông châu Úc. Chúng sống ở những vùng nước ven biển dọc theo lục địa. Các nhà khoa học của Úc tranh cãi rằng đây có phải là loài bản địa hay là loài được những loài chim di trú mang theo. Do loài này có thể sống sót trong vùng nước có độ mặn cao bởi khi phần lớn cơ thể chúng bị rút hết nước ra bên ngoài (xem vận chuyển thụ động), chúng sẽ tạo kén và bám vào những loài chim di trú. Điều này đã xảy ra với biển South Aral vào cuối thập niên 90.
Việc tạo kén để thích ứng với sự thay đổi của môi trường ngoài do độ mặn ra thì còn do nhiệt độ, sự căng thẳng do cơ thể mất nước và khi tiếp xúc với tia cực tím.
Có một nghiên cứu vào năm 2015 đã dựa trên ploidy đã cho kết quả rằng các loài bà con Artemia sinica, Artemia tibetiana và Artemia urmiana thì khác biệt so với loài Artemia parthenogenetica.
Số lượng nhiễm sắc thể của loài này là từ lưỡng bội (2n) cho đến 5n.